# Західноєвропейський театр воєнних дій Другої світової війни
Західноєвропейський театр воєнних дій Другої світової війни охоплював Данію, Норвегію, Люксембург, Бельгію, Нідерланди, Велику Британію, Францію та Західну Німеччину. Бої у Південній Європі та в інших місцях, як правило, розглядається в інших окремих рубриках. Західний фронт відзначався двома фазами великомасштабних боїв. Перша фаза охоплює капітуляцію Нідерландів, Бельгії та Франції у травні-червні 1940 року, яка настала після розгрому в країнах Бенілюксу та північній частині Франції і продовжувалася повітряною війною між Німеччиною та Британією, що досягла кульмінації під час битви за Британію. Друга фаза складалася з повномасштабних боїв, що розпочалась у червні 1944 року з висадки союзників у Нормандії і тривала до капітуляції Німеччини в травні 1945 року.
Хоча більшість загиблих у Німеччині було на Східному фронті, німецькі втрати на Західному фронті були незмінюваними, бо більшість ресурсів Німеччини були виділені для Східного фронту. Це означало, що, попри достатність ресурсів, на Захід виділяли занадто мало сил, щоб зупинити натиск західних союзників. Висадка в Нормандії стала великим психологічним ударом для німецьких військових і її лідерів, які боялись повторення війни на два фронти, як це було в Першій світовій війні.

## 1939-40: Перемога країн Осі
1 вересня 1939 року з нападу Німеччини на Польщу розпочалася Друга світова війна. У відповідь Британія та Франція 3 вересня оголосили війну Німеччині. Наступні кілька місяців війни були відзначені Дивною війною.

### Дивна війна
Дивна війна — рання фаза Другої світової війни, яка відзначалася кількома військовими операціями у континентальній Європі впродовж кількох місяців після німецького вторгнення до Польщі і передувала битві за Францію. Хоча великі держави Європи оголосили один одному війну, жодна зі сторін не намагалася розпочати удар першим, тому було відносно мало сухопутних боїв. Це також був період, у якому Велика Британія та Франція не надали значної допомоги Польщі, попри укладений між ними союз.
У той час, коли більша частина німецької армії воювала з Польщею, решта встановлювала лінію Зігфрида — укріплену оборонну лінію на межі з Францією. На іншій стороні кордону, за лінією Мажино, стояли французькі війська, а британський експедиційний корпус із рештою французьких сил створювали оборонну лінію вздовж бельгійського кордону. Були лише невеликі бої місцевого значення. Британські королівські ВПС розкидували пропагандистські листівки над Німеччиною, канадські війська висаджувалися у Британії, а Західна Європа перебувала в стані дивного спокою протягом семи місяців.
У поспіху задля переозброєння, Британія і Франція почали закуповувати зброю у американських виробників, доповнюючи власне виробництво. Цьому сприяли нейтральні США, які надавали західним союзникам пільги щодо продажі військової техніки та постачання. Зусилля Німеччини з метою порушити трансатлантичну торгівлю на морі між союзниками дали старт битві за Атлантику.

### Скандинавія
Поки на Західному фронті було тихо, у квітні 1940 німці розпочали операцію «Везерюбунг» — вторгнення у Данію та Норвегію. При цьому німці завдали потужних ударів союзникам; союзники планували висадити десант з метою оточення Німеччини, перерізавши їй поставки сировини зі Швеції. Проте, коли союзники зробили контрвисадку у Норвезії, німці відбили їх та розгромили збройні сили Норвегії, змусивши їх йти у вигнання. Незважаючи на це, Крігсмаріне зазнав величезних втрат впродовж двомісячних боїв.

### Битви за Люксембург, Нідерланди, Бельгію, Францію
У травні 1940 року німці почали битву за Францію. Західні союзники (перш за все сухопутні війська Франції, Бельгії та Великої Британії) незабаром зазнали поразки під натиском так званої стратегії «бліцкригу». Більшість британських і частини французьких військ евакуювалися з Дюнкерка. Після завершення бойових дій німці почали обмірковувати шляхи вирішення питання про те, як далі боротися з Британією. Якщо б британці відмовилися погоджуватися на мирний договір, одним з варіантів було б вторгнення на острови. Однак Крігсмаріне нацистської Німеччини зазнала серйозних втрат в Норвегії, і для того, щоб навіть розглянути можливість висадки морського десанту, ВПС Німеччини (Люфтваффе) повинні були спочатку здобути перевагу в повітрі або його контроль.

## 1941—1944: Інтерлюдія
Оскільки Люфтваффе не змогло перемогти Королівські ВПС в битві за Британію, вторгнення до Великої Британії більше не могло розглядатися як варіант. У той час як більша частина німецької армії була зібрана для вторгнення до Радянського Союзу, почалося будівництво Атлантичного валу — ряд оборонних укріплень вздовж французького узбережжя Ла-Маншу. Вони були побудовані напередодні вторгнення союзників до Франції.

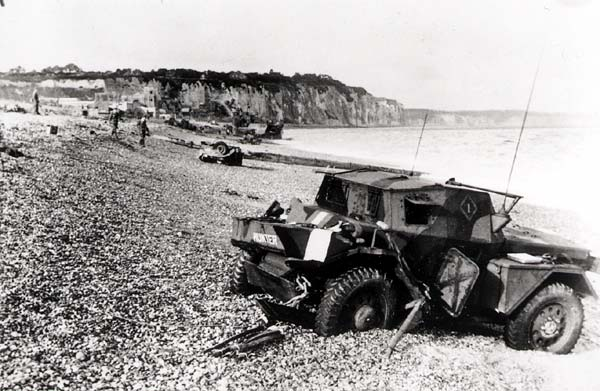
Гальковий пляж і скеля біля Дьєппа відразу після рейду 19 серпня 1942 року. На передньому плані кинута розвідувальна машина

Через величезні матеріально-технічні перешкоди, з якими зіштовхнулося б вторгнення через протоку, верховне командування союзників вирішило провести тренувальний напад на французьке узбережжя. 19 серпня 1942 року союзники почали Дьєппський рейд, атаку на Дьєпп. Більшість військ були канадськими, з деякими британськими контингентами і невеликим американським та присутністю Вільної Франції, а також була британська та польська військово-морська підтримка. Рейд закінчився катастрофою, майже дві третини учасників вторгнення стали жертвами. Однак в результаті операції було здобуто чимало уроків, які знадобляться в подальшому вторгненні.
Протягом майже двох років на Західному фронті не було наземних боїв, за винятком рейдів командос і партизанських дій опору за сприянням Управління спеціальних операцій (УСО) і Управління стратегічних служб (УСС). Проте тим часом союзники почали війну в Німеччині, розгорнувши кампанію стратегічних бомбардувань: 8-ма повітряна армія США бомбила Німеччину вдень, а бомбардувальне командування Королівських ВПС бомбардувало вночі. Основна частина союзних армій була розгорнута в Середземному морі, прагнучи розчистити морські шляхи до Індійського океану і захопити аеродромний комплекс Фоджа в Італії.
Два перших британських рейди, за які були вручені бойові нагороди, — це операція «Коллар» в Булоні (24 червня 1940) і операція «Амбасадор» у Гернсі (14-15 липня 1940). Рейди, за які британці були удостоєні бойової нагороди «Північно-Західна європейська кампанія 1942 року», були: операція «Байтінг» — Брюневаль (27-28 лютого 1942), Сен-Назер (27-28 березня 1942), операція «Мірмідон» — Байон (5 квітня 1942), операція «Аберкромбі» — Ардело (21-22 квітня 1942), Дьєпп (19 серпня 1942) та операція «Франктон» — Жиронда (7-12 грудня 1942).
Рейд на острів Сарк в ніч з 3 на 4 жовтня 1942 року примітний тим, що через кілька днів після нього німці випустили пропагандистське комюніке, в якому говорилося, що принаймні один полонений втік, а двоє були застрелені, коли вони опиралися зв'язуванню рук. Цей випадок зв'язування рук полоненим сприяв тому, що Гітлер вирішив видати свій наказ про командос, в якому говорилося, що всі захоплені командос або співробітники командос повинні бути страчені у порядку процедури.
До літа 1944 року, коли німецьке командування відкрито визнало, що воно очікує вторгнення союзників, дислокація військ для їх протистояння перейшло під командування ОБ «Захід» (штаб в Парижі). У свою чергу, він командував трьома групами: Командування Вермахту Нідерландів (Wehrmachtbefehlshaber Niederlande) або ВБН, що прикривало голландське і бельгійське узбережжя, і група армій «B», що прикривала узбережжя північної Франції з німецькою 15-ю армією (штаб в Туркуені) в районі на північ від Сени; 7-ма армія (штаб в Ле-Мані), між Сеною і Луарою, що захищала Ла-Манш і атлантичне узбережжя, і група армій «G», що відповідала за узбережжя Біскайської затоки і Вішістську Францію, з її 1-ю армією (штаб в Бордо), відповідальну за атлантичне узбережжя між Луарою і іспанським кордоном і 19-ю армією (штаб в Авіньйоні), що відповідала за узбережжя Середземного моря.
Неможливо було передбачити, де союзники можуть почати своє вторгнення. Імовірність висадки морського десанту вимагала значного розосередження німецьких мобільних резервів, в яких знаходилася велика частина їхніх танкових військ. Кожній групі армій були виділені свої мобільні резерви. Група армій «B» мала 2-гу танкову дивізію на півночі Франції, 116-ту танкову дивізію в районі Парижа і 21-ту танкову дивізію в Нормандії. Група армій «G», враховуючи можливість вторгнення на атлантичне узбережжя, розосередила свої мобільні резерви, розмістивши 11-ту танкову дивізію в Жиронді, 2-гу танкову дивізію СС «Дас Райх», доукомплектовану в районі південного французького міста Монтобан, і 9-ту танкову дивізію в районі дельти Рони.
ОКВ також зберегло значний резерв таких мобільних дивізій, але вони були розосереджені на великій території: 1-ша танкова дивізія Лейбштандарте-СС «Адольф Гітлер» все ще знаходилася в Нідерландах, 12-та танкова дивізія СС «Гітлерюгенд» і танкова навчальна дивізія розташовувалися в районі Париж-Орлеан, оскільки сектори берегової оборони Нормандії або Küstenverteitigungsabschnitte (КВА) вважалися найбільш імовірними районами для вторгнення. 17-та танково-гренадерська дивізія СС «Ґьотц фон Берліхінген» розташовувалася на південь від Луари в районі Тура.

## 1944-45: Другий фронт

### Нормандія

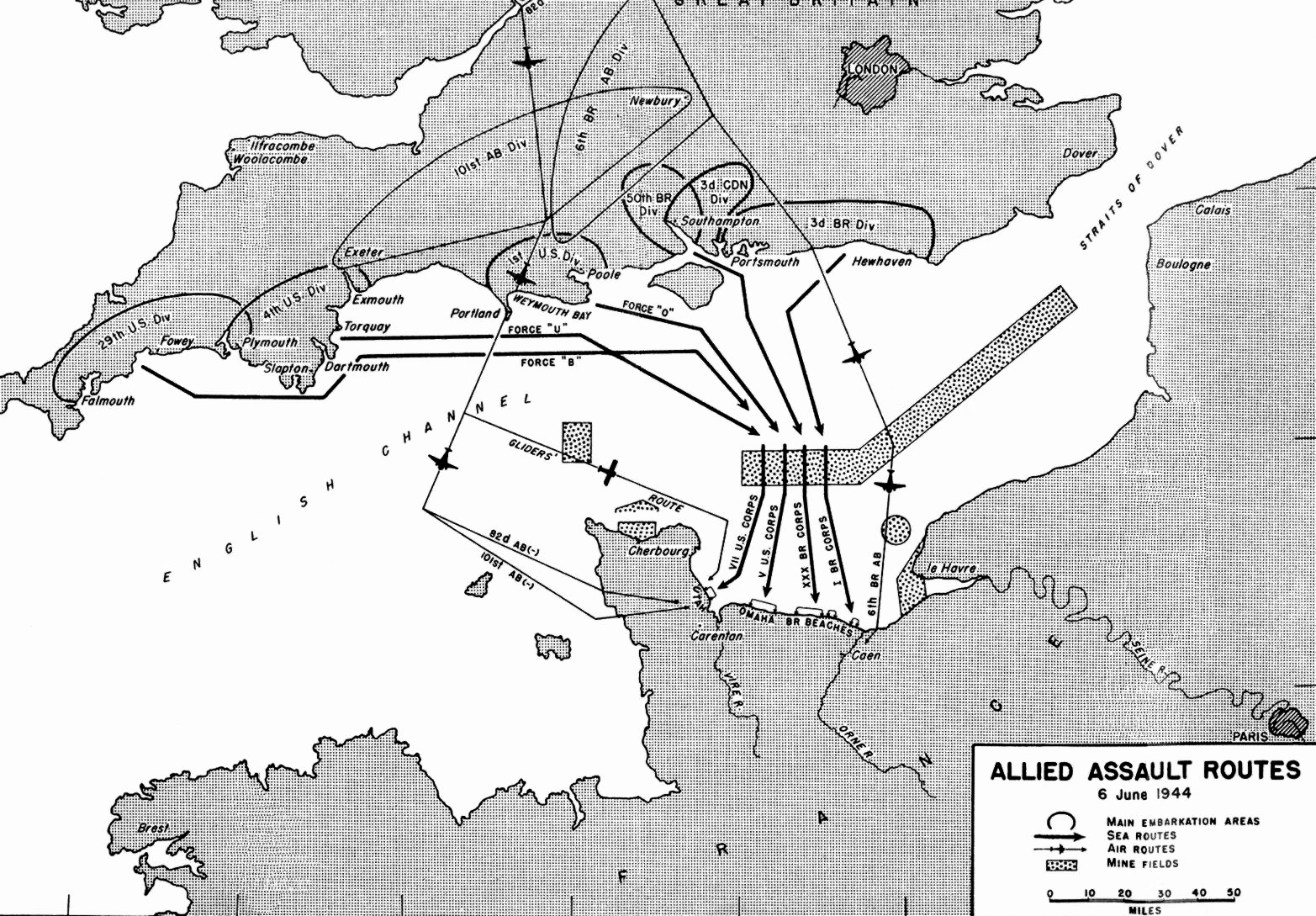
Маршрути висадок Дня Д

6 червня 1944 року союзники почали операцію «Оверлорд» (також відому як «День Д») — довгоочікуване визволення Франції. Плани обману, операція «Фортитьюд» і операція «Бадігард», переконали німців, що вторгнення відбудеться в Па-де-Кале, в той час як справжньою ціллю була Нормандія. Після двох місяців млявих боїв в хащах живоплоту операція «Кобра» дозволила американцям прорватися в західній частині плацдарму. Незабаром після цього союзники кинулися через всю Францію. У Фалезькому котлі вони оточили близько 200 тисяч німців. Як це часто траплялося на Східному фронті, Гітлер не надавав дозволу на стратегічний відхід, аж поки не стало надто пізно. Приблизно 150 000 німців змогли втекти з Фалезького котла, але вони залишили більшу частину свого незамінного спорядження, а 50 000 німців були вбиті або взяті в полон.
Союзники ще до Дня «Д» сперечалися про те, чи наступати широким або вузьким фронтом. Якщо британці прорвалися б з плацдарму в Нормандії довкола Кана, коли вони почали операцію «Гудвуд», і просунулися вздовж узбережжя, то факти на місцях могли б схилити аргумент на користь вузького фронту. Однак, оскільки прорив стався під час операції «Кобра» на західному кінці плацдарму, 21-ша група армій, в яку входили британські та канадські війська, повернула на схід і пішла в напрямку на Бельгію, Нідерланди і Північну Німеччину, в той час як 12-та група армій США просувалася на південь через східну Францію, Люксембург і Рурську область, швидко розширюючись в широкий фронт. Оскільки ця стратегія була прийнятною для Верховного головнокомандувача військами союзників генерала Дуайта Ейзенхауера і більшості американського вищого командування, вона згодом була офіційно прийнята.

### Звільнення Франції

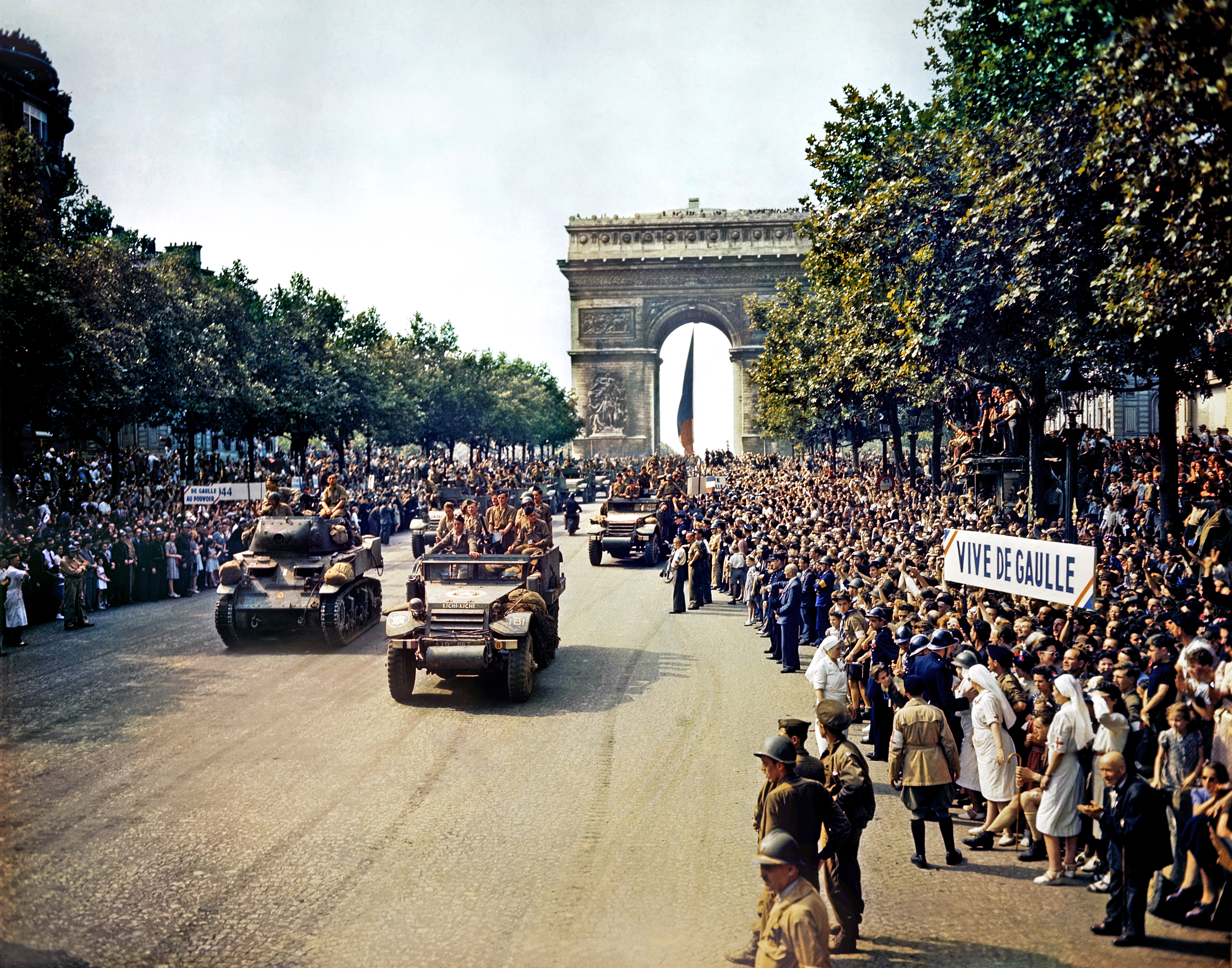
Натовп французів вийшов на Єлисейські поля під час звільнення Парижа, 26 серпня 1944

15 серпня союзники почали операцію «Драгун» — вторгнення в Південну Францію між Тулоном і Каннами. Сьома армія США і Перша французька армія, що складали 6-ту групу армій США, швидко укріпили цей плацдарм і за два тижні звільнили південь Франції; потім вони рушили на північ по долині Рони. Їхнє просування сповільнилося лише після того, коли вони зіштовхнулися з перегрупованими і укріпленими німецькими військами у Вогезах.
Тепер німцям у Франції протистояли три потужні групи армій союзників: на півночі — британська 21-ша група армій під командуванням фельдмаршала Бернарда Монтгомері, в центрі — американська 12-та група під командуванням генерала Омара Бредлі і на півдні — 6-та група армій США під командуванням генерал-лейтенанта Джейкоба Деверса. До середини вересня 6-та група армій, що наступала з півдня, війшла в контакт зі з'єднаннями Бредлі, що наступали із заходу, і загальне управління військами Деверса перейшло від штабу союзних військ в Середземному морі, так що всі три групи армій перейшли під центральне командування Ейзенхауера, до Верховного командування Союзних експедиційних сил (SHAEF).

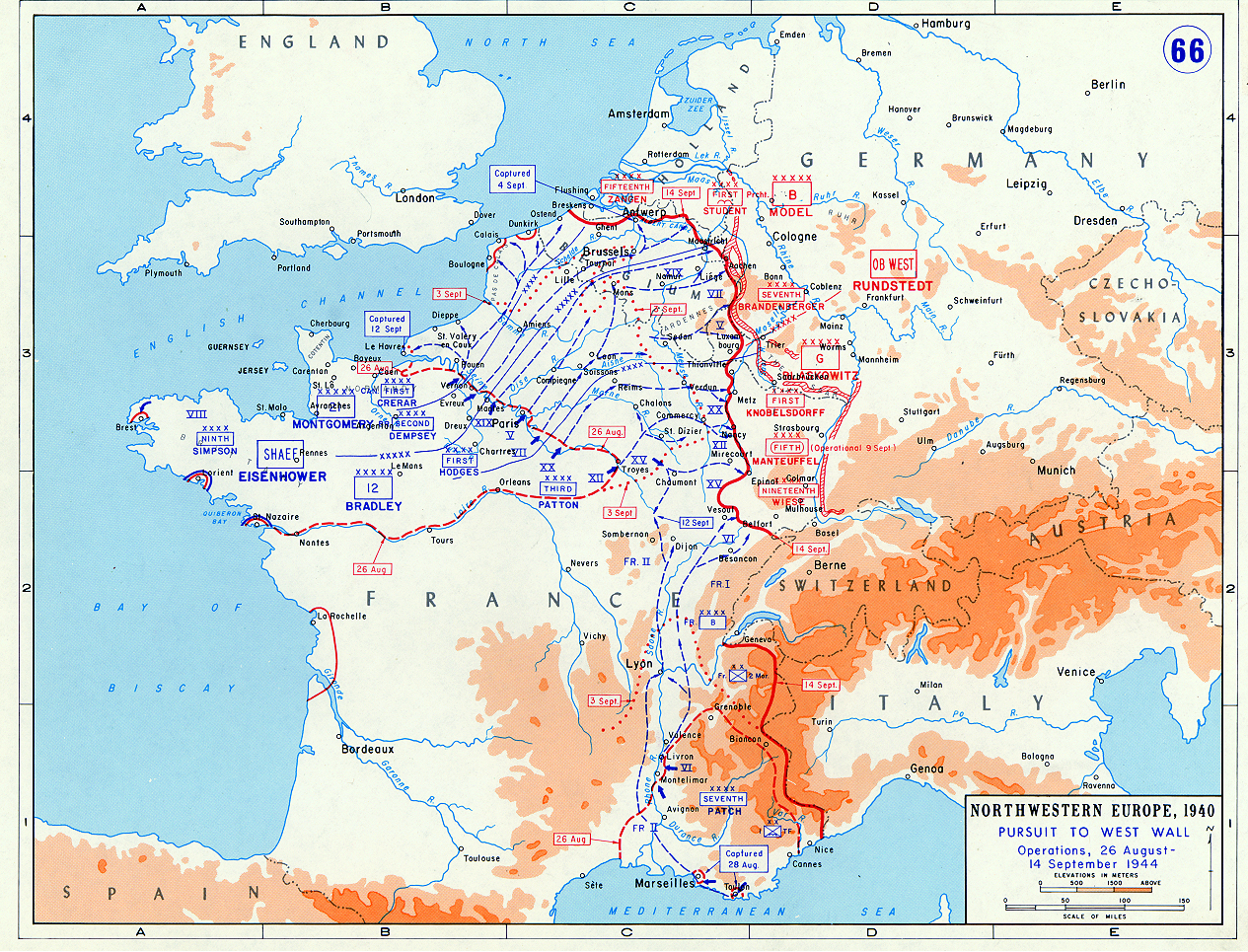
Західний фронт 1944 року

Під натиском як на півночі, так і на півдні Франції німецька армія відступила. 19 серпня французький опір організував загальне повстання, і 25 серпня відбулося звільнення Парижа, коли генерал Дітріх фон Хольтіц прийняв французький ультиматум і здався генералу Філіппу Леклерку де Отеклоку, командиру 2-ї бронетанкової дивізії Вільної Франції, зігнорувавши наказ Гітлера про те, що Париж повинен триматися до останнього і бути зруйнованим.
Звільнення північній Франції і країн Бенілюксу мало особливе значення для жителів Лондона і південно-східної Англії, оскільки воно позбавило німців пускових майданчиків для їх мобільної зброї відплати — Фау-1 і Фау-2.
По мірі просування союзників по Франції їхні лінії постачання розтягнулися до межі. Red Ball Express, вантажний транспорт союзників, був просто неспроможний доставити потрібну кількість вантажів з портів Нормандії до лінії фронту, яка до вересня наблизилася до німецького кордону.
Великі німецькі підрозділи на південному заході Франції, які не були задіяні в Нормандії, відступили або на схід до Ельзасу (іноді прямо на маршрут просування 6-ї групи армій США), або в порти з наміром не віддавати їх союзникам. Ці останні групи були визнані такими, що не варті великих зусиль і їх залишили «гнити», за винятком Бордо, який був звільнений в травні 1945 року французькими військами під командуванням генерала Едгара де Ларміната (операція «Венерабл»).

### Прорив «Лінії Зігфрида»
Бойові дії на Західному фронті, здавалося, стабілізувалися, але наступ союзників застопорився перед лінією Зігфрида і південним руслом Рейну. На початку вересня американці почали повільні і кровопролитні бої через Хюртгенський ліс («Пашендейль з розірваними деревами» — Хемінгуей), щоб прорвати лінію.
4 вересня британською 11-ю танковою дивізією був звільнений порт Антверпен. Однак він знаходився в кінці довгого гирла Шельди, і тому його не можна було використовувати, поки підходи до нього не були очищені від сильно укріплених німецьких позицій. Брескенський котел на південному березі Шельди був очищений союзними військами з важкими втратами в ході операції «Світчбек» під час битви на Шельді. Згодом настала втомлива кампанія з очищення півострова, що знаходиться над гирлом річки, і, нарешті, десант на острів Валхерен в листопаді. Кампанія з очищення гирла Шельди разом з операцією «Фазан» стала вирішальною перемогою союзників, тому що дозволила значно поліпшити доставку припасів безпосередньо з Антверпена, який був набагато ближче до фронту, ніж пляжі Нормандії.

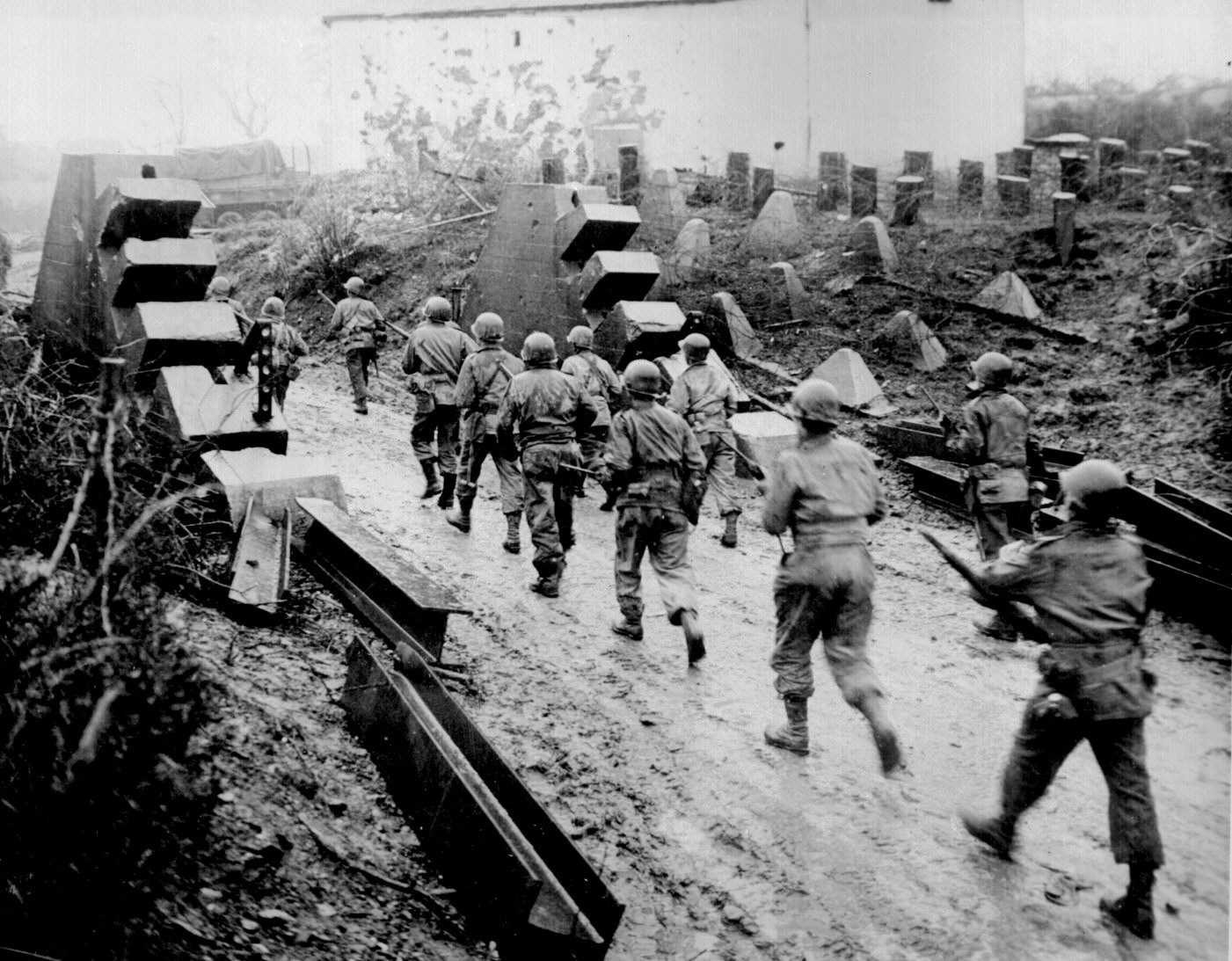
Американські війська проходять Лінію Зігфрида.

У жовтні американці вирішили, що вони не можуть просто оточити Аахен і дозволити йому впасти в повільній облозі, оскільки він створював загрозу флангам 9-ї армії США. Так як це було перше велике німецьке місто, якому загрожувало захоплення, Гітлер наказав утримати місто за будь-яку ціну. В результаті битви місто було взято ціною 5000 жертв з обох сторін, і ще 5600 німецьких полонених.
На південь від Арденн американські війська вели бойові дії з вересня до середини грудня, щоб витіснити німців з Лотарингії і через лінію Зігфрида. Переправа через річку Мозель і захоплення фортеці Мец виявилися важкими для американських військ перед обличчям німецьких підкріплень, браку постачання і несприятливої погоди. У вересні і жовтні 6-та група армій союзників (7-ма армія США і 1-ша французька армія) провела складну кампанію через Вогези, яка характеризувалася впертим опором німців і повільним просуванням вперед. Однак у листопаді німецький фронт під тиском прорвався, що призвело до раптових успіхів союзників, які звільнили Бельфор, Мюлуз і Страсбург і розмістили війська союзників вздовж річки Рейн. Німцям вдалося утримати великий плацдарм (Кольмарський котел) на західному березі Рейну з центром навколо міста Кольмар. 16 листопада союзники почали великомасштабний осінній наступ під назвою операція «Квін». З основним напрямом через Хюртгенський ліс наступ привів союзників до річки Рур, але не зміг досягти своїх основних цілей — захоплення гребель через Рур і прокладення шляху до Рейну. За операціями союзників настав німецький наступ в Арденнах.

### Операція «Маркет-Гарден»

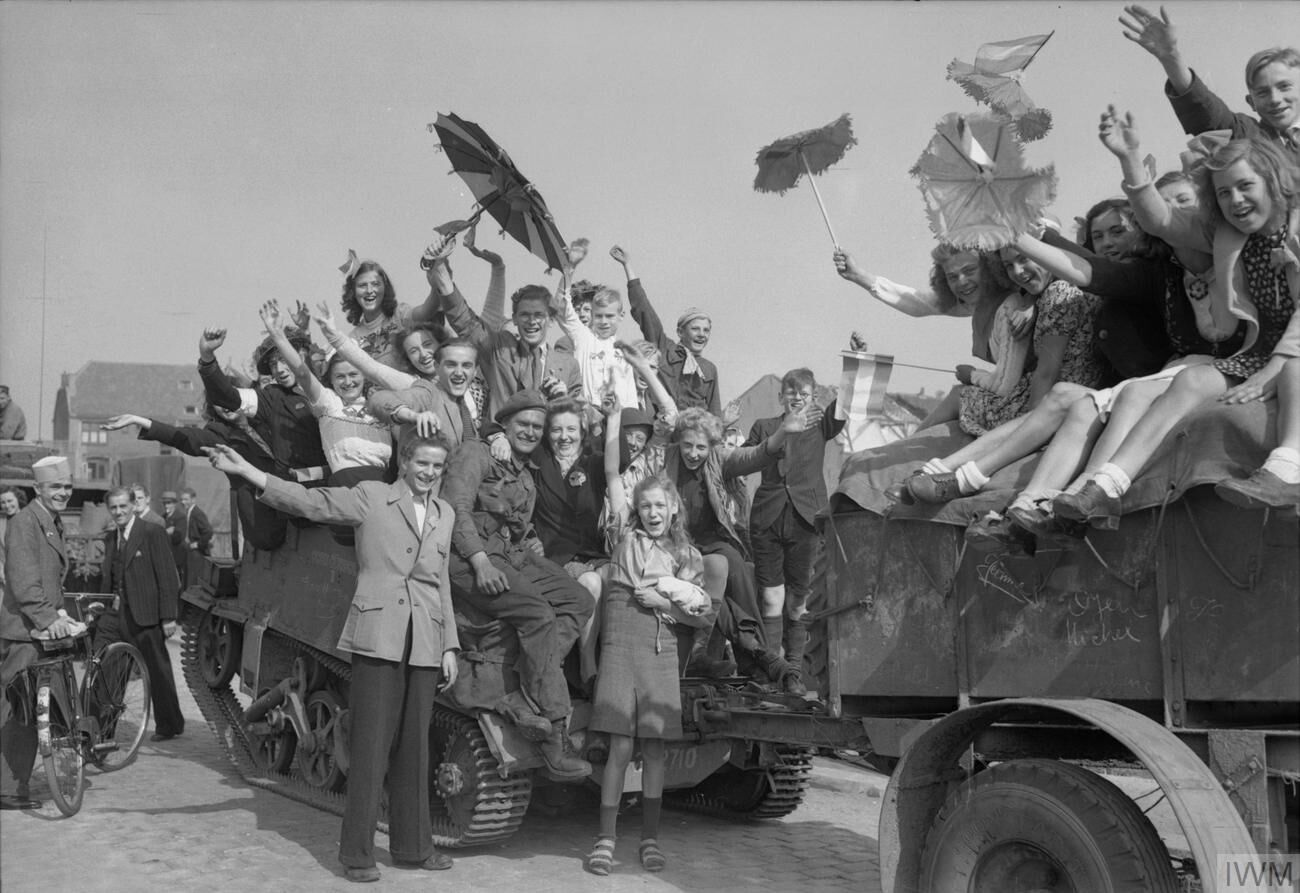
Голландці святкують звільнення Ейндговена

Порт Антверпен був звільнений 4 вересня британською 11-ю танковою дивізією. Фельдмаршал Бернард Монтгомері, командувач англо-канадською 21-ю групою армій, переконав верховне командування союзників почати сміливий наступ — операцію «Маркет-Гарден», яка, як він сподівався, дозволить союзникам переправитися через Рейн і створити вузький фронт, ідею якого він підтримував. Повітрянодесантні війська повинні були вилетіти із Великої Британії і захопити мости через головні річки окупованих німцями Нідерландів в трьох головних містах: Ейндговені, Неймегені і Арнемі. Британський XXX корпус повинен був прорватися через німецькі лінії уздовж каналу Маас-Шельда і з'єднатися з повітряно-десантними військами 101-ї повітрянодесантної дивізії США в Ейндговені, 82-й повітрянодесантній дивізії США в Неймегені і британської 1-ї повітрянодесантної дивізії в Арнемі. Якби все пішло добре, XXX корпус просунувся б у Німеччину без будь-яких серйозних перешкод. XXX корпус зміг просунутися за шість із семи мостів, утримуваних десантниками, але не зміг з'єднатися з військами біля мосту через Рейн в Арнемі. У результаті британська 1-ша повітрянодесантна дивізія була практично знищена під час битви за Арнем, втративши майже 8000 чоловік. Наступ закінчився тим, що Арнем залишився в руках німців, а союзники утримували великий виступ від бельгійського кордону до району між Неймегеном і Арнемом.

### Зимові контрнаступи

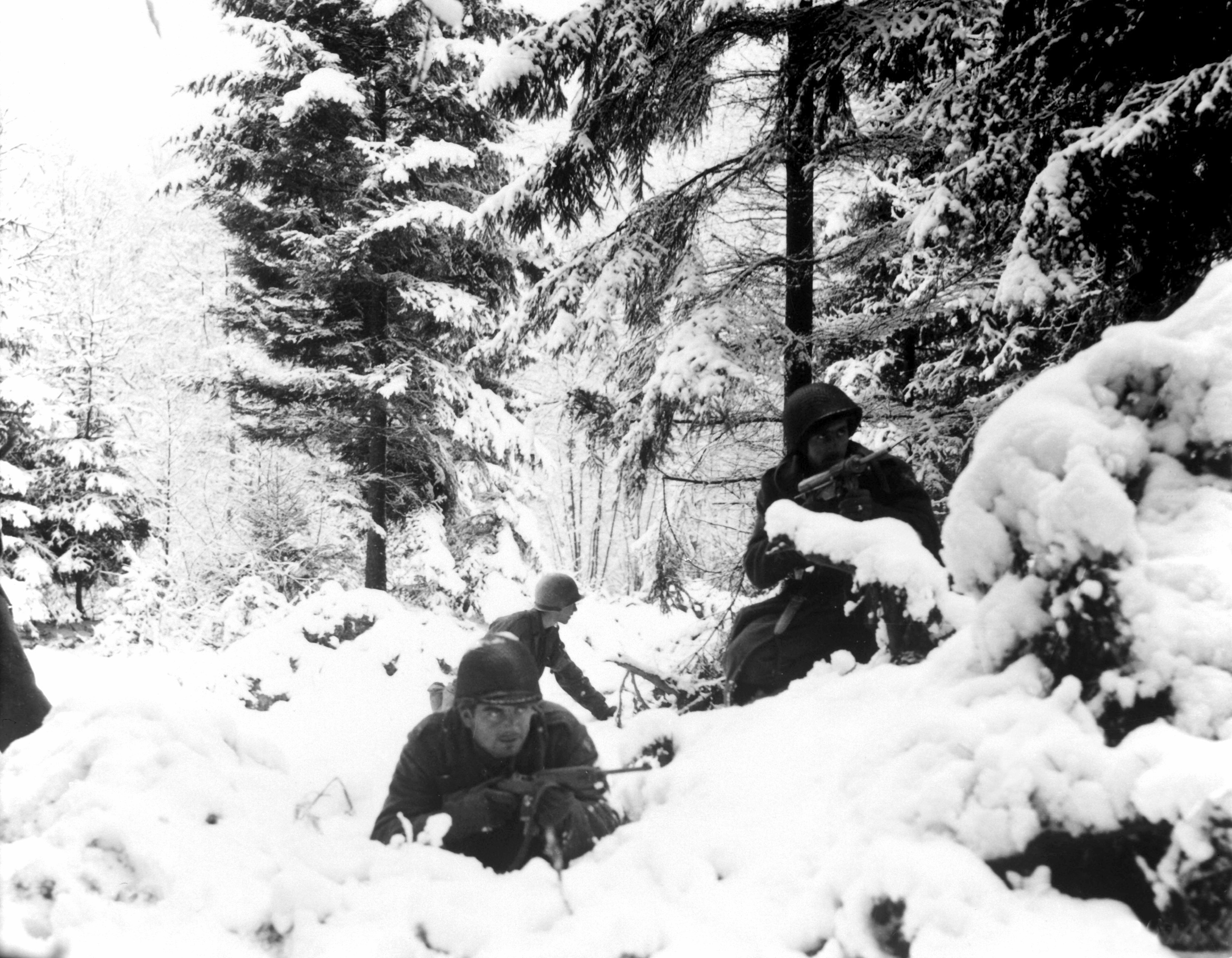
Американські солдати займають оборонні позиції в Арденнах

З моменту прориву союзників з Нормандії німці готували масовану контратаку. План під назвою Wacht am Rhein («Вахта на Рейні») передбачав напад через Арденни та просування на північ до Антверпена, щоб розділити американську і британську армії. Наступ почався 16 грудня. Арденни захищали війська Першої армії США. Початкові успіхи завдяки поганій погоді, яка забезпечила їм прикриття від авіації союзників, привели до проникнення німців на відстань понад 80 км до менш ніж 16 км від річки Мьоз. Захоплені зненацька, союзники перегрупувалися, і німці були зупинені комбінованою повітряною і наземною контратакою, яка в кінцевому підсумку до 25 січня 1945 року відкинула їх до вихідних позицій.
1 січня 1945 року німці почали другий, менший наступ («Нордвінд») на Ельзас. Прагнучи відбити Страсбург, німці атакували 6-ту групу армій в декількох точках. Оскільки лінії союзників були сильно розтягнуті у зв'язку з кризою в Арденнах, стримування і відбиття наступу «Нордвінду» стало дорогою справою, яка тривала майже чотири тижні. Кульмінацією контрнаступів союзників стало відновлення лінії фронту в районі німецького кордону і ліквідація Кольмарського котла.

## Виноски
1. ↑  Віші офіційно проводили політику збройного нейтралітету і вели воєнні дії проти вторгнення як з боку Осі, так і з боку Союзників. Припинення вогню та перехід військ, що базувались у Французькій Північній Африці, на сторону Союзників переконали Ось, що режим Віші є ненадійним для подальшого проведення цієї політики, тому в листопаді 1942 року вони вторглись та окупували цю територію Францію
2. ↑  Елліс не вказав кількість жертв серед данців, втрати норвежців становили 2000 вбитих і зниклих безвісти без опису кількості поранених та полонених. Голландські втрати він вказав як 2890 вбитих та зниклих безвісти, 6900 поранених, щодо полонених інформація відсутня. Втрати бельгійців становили 7500 вбитих та зниклих безвісти, 15 850 поранених та 200 000 полонених. Французькі втрати порахував як 120 000 вбитих та зниклих безвісти, 250 000 полонених та 1 450 000 взятих у полон. Британські втрати підсумував як 10 010 вбитих та зниклих безвісти, 14 070 поранених (тільки серед тих, хто встиг евакуюватися) та 41 340 стали військовополоненими[2] Таким чином, згідно з Еллісом, втрати у 1940 році становили 2 121 560.
3. ↑  360 000 загинули та поранені та 1 900 000 полонених[3]
4. ↑  Американські: 109 820 вбитих і зниклих безвісти, 356 660 поранених і 56 630 полонених; британські: 30 280 вбитих та зниклих безвісти, 96 670 поранених, 14 700 полонених; канадські: 10 740 вбитих і зниклих безвісти, 30 910 поранених, 2250 полонених; французькі: 12 590 вбитих і зниклих безвісти, 49 510 поранених, 4730 полонених; польські: 1160 вбитих та зниклих безвісти, 3840 поранених, 370 полонених.[4]
 Тому, згідно з інформацією Елліса, Союзники втратили 783 860 чоловік.
5. ↑  43 110 вбитих і зниклих безвісти, 111 640 поранених, без інформації щодо полонених. Італійські втрати становили 1250 вбитих і зниклих безвісти, 4780 поранених, без інформації щодо полонених.[2]
6. ↑  Німеччина: 157 621 чоловік (27 074 загиблих; Можливе остаточне число загиблих з боку Німеччини не більше 49 000 чоловік, де враховано втрати серед військових Крігсмаріне, додаткові не бойові втрати, ті, які померли від поранень та зниклі безвісти, яких записали як померлих[5] Проте таке високе число не використовується в загальному підрахунку), 111 034 поранених, 18 384 зниклих безвісти,[5][6][7] 1129 вбитих членів екіпажу літаків.[8] Італія: 6029 чоловік (1247 загиблих і зниклих безвісти, 2631 поранених і 2151 госпіталізованих внаслідок обмороження; італійські війська брали участь в боях у Французьких Альпах, де навіть серед літа зберігались низькі температурні умови.)
7. ↑  Німецькі втрати в період з червня 1941 до 10 квітня 1945 на Західному фронті становили 80 820 вбитих, 490 260 зниклих безвісти і 265 526 поранених.[4]
8. ↑  Загальні німецькі втрати в період між вереснем 1939 до 31 грудня 1944 на Західному фронті серед Вермахту, Ваффен-СС та іноземних добровольців становили до 128 030 вбитих, 399 860 поранених і 7 614 790 полонених (включаючи 3 404 950 чоловік, яких роззброїли після капітуляції Німеччини)[4]